# Orde van Sint-Theodorik
De Orde van Sint-Theodorik werd op 9 september 1843 door de Braziliaanse Keizer Peter II van Brazilië ingesteld als Ridderorde. De patroon is de Heilige Theodorik van Kamerijk.
Over deze orde is niet meer te vinden dat een vermelding en een veronderstelde stichtingsdatum.